# Wiesław Mazur
Wiesław Marian Mazur (ur. 12 września 1952 w Nowych Grocholicach) – polski urzędnik konsularny w stopniu radcy-ministra; konsul generalny w Odessie (2006–2010), Sewastopolu (2010–2014), we Lwowie (2015–2017) i w Łucku (2017–2020).

## Życiorys
Na Wydziale Mechaniczno-Technologicznym Politechniki Warszawskiej uzyskał tytuł inżyniera (1981), zaś na Collegium Civitas magistra w zakresie stosunków międzynarodowych (2006).
Z Ministerstwem Spraw Zagranicznych związany od 1989. W latach 1989–1993 pracował w ambasadzie w Ułan Bator jako kierownik administracyjno-finansowy z uprawnieniami konsularnymi. Następnie pełnił funkcje eksperta, naczelnika wydziału oraz zastępcy dyrektora w Zarządzie Obsługi MSZ (1993–1997). W okresie 1997–2003 pracował w ambasadzie w Kairze na stanowisku kierownika wydziału konsularnego. Po powrocie pracował w Departamencie Konsularnym MSZ oraz został dyrektorem Zarządu Obsługi Ministerstwa (2003–2006).
W 2006 rozpoczął służbę konsularną na Ukrainie. Był konsulem generalnym RP w Odessie (2006–2010). W 2010 został jedynym konsulem generalnym w Sewastopolu. Kadencja została zakończona zamknięciem placówki w wyniku rosyjskiej agresji na Krym w 2014. Po powrocie do Polski został naczelnikiem Wydziału Organizacyjnego Departamentu Konsularnego Ministerstwa. W 2015 ponownie rozpoczął służbę konsularną na Ukrainie, gdzie w latach 2015–2017 był konsulem generalnym we Lwowie, następnie 8 kwietnia 2017 objął kierownictwo Konsulatu Generalnego w Łucku. Pracę na stanowisku zakończył 31 lipca 2020.
Włada biegle językiem rosyjskim i angielskim. Odznaczony Medalem za Długoletnią Służbę oraz Odznaką Honorową „Bene Merito” (2014).
Z żoną Grażyną mają syna Rafała.